# Xavier Noiret-Thomé
Xavier Noiret-Thomé est un artiste peintre français né le 2 février 1971 à Charleville-Mézières.

## Biographie
Xavier Noiret-Thomé, né en 1971 à Charleville-Mézières, effectue des études à l'École régionale des beaux-arts de Rennes de 1990 à 1995. Puis il bénéficie d'une résidence au Centre d'art contemporain du domaine de Kerguéhennec. En 1996, il est lauréat de la villa Médicis hors-les-murs. De 1996 à 1997, il intègre les résidence de l'Académie royale des beaux-arts d'Amsterdam. En 1999, il obtient un atelier au musée Paul-Gauguin de Pont-Aven. En 2001, il se voit décerner le prix Levis de la Jeune Peinture belge, au Palais des beaux-arts de Bruxelles. En 2005, il est lauréat de l'Académie de France à Rome et obtient une résidence à la villa Médicis,. En 2011, il réalise les vitraux de l'église Saint-Thomas de Vaulx-en-Velin. Depuis 2005 Xavier Noiret-Thomé est professeur et depuis 2017 coordinateur du Master-Peinture de l’École nationale supérieure des arts visuels de La Cambre à Bruxelles.

## Sélection d'expositions

### Expositions individuelles
- 2002 : Musée Rimbaud, Charleville-Mézières[2]
- 2004 : « Hypermnésique », Galerie Philippe Casini, Paris[4]
- 2007 : « Peintures et sculptures récentes », Galerie Baronian- Francey, Bruxelles[3]
- 2009 : « La Parade des Cannibales », galerie Les Filles du Calvaire, Paris[5]
- 2020 : « Panorama », Centrale for Contemporary Art, Bruxelles[5]

### Expositions collectives
- 2001 « Prix de la Jeune Peinture belge », Palais des Beaux-Arts, Bruxelles[1],[2]
- 2003 : « Voir en peinture », Centre d'art contemporain Le Plateau, Paris[4]
- 2008 : « Bruxelles, territoire de convergences », Musée d'Ixelles, Bruxelles[6]
- 2009 : « Nothing is permanent», La Centrale électrique, Bruxelles[7]

## Collections publiques
- Palais des Beaux-Arts de Charleroi, Belgique
- Galila’s P.O.C, Bruxelles, Belgique
- SMAK, Gand, Belgique
- Musée d'Ixelles, Bruxelles, Belgique
- The Servais Family Collection, Bruxelles, Belgique
- Banque nationale de Belgique, Bruxelles, Belgique
- Beaux-Arts Mons, Belgique
- CORPO, Tolède, Espagne
- Fonds national d'art contemporain, Puteaux, France
- MUba Eugène Leroy, Tourcoing, France
- Fondation Carmigniac, île de Porquerolle, France
- Fonds régional d'art contemporain Champagne-Ardennes, Reims, France
- Fonds régional d'art contemporain Ile-de-France, Paris, France[8]
- Fonds régional d'art contemporain Bretagne, Rennes, France[8]
- Musée de l'Ardenne, Charleville-Mézières, France
- Collection de la ville de Rennes, France
- MOMus Contemporain, Thessalonique, Grèce
- Kunstmuseum Saint-Gall, Suisse
- Kunstmuseum Winterthur, Suisse